# Число Белла
Число Белла — число всех неупорядоченных разбиений {\displaystyle n}-элементного множества, обозначаемое {\displaystyle B_{n}}, при этом по определению полагают {\displaystyle B_{0}=1}. Названы в честь Эрика Белла, который изучил их в 1930-е годы.
Значения {\displaystyle B_{n}} для {\displaystyle n=0,1,2,\dots } образуют последовательность Белла:
1, 1, 2, 5, 15, 52, 203, 877, 4140, 21 147, 115 975, …
Ряд чисел Белла обозначает число способов, с помощью которых можно распределить {\displaystyle n} пронумерованных шаров по {\displaystyle n} идентичным коробкам. Кроме этого, числа Белла дают возможность узнать сколько существует способов разложить на множители составное число, состоящее из {\displaystyle n} простых множителей.
Число Белла можно вычислить как сумму чисел Стирлинга второго рода:
{\displaystyle B_{n}=\sum _{m=0}^{n}S(n,m)},
а также задать в рекуррентной форме:
{\displaystyle B_{n+1}=\sum _{k=0}^{n}{\binom {n}{k}}B_{k}}.
Для чисел Белла справедлива также формула Добинского:
{\displaystyle B_{n}={\frac {1}{e}}\sum _{k=0}^{\infty }{\frac {k^{n}}{k!}}}.
Если {\displaystyle p} — простое, то верно сравнение Тушара:
{\displaystyle B_{n+p}\equiv B_{n}+B_{n+1}{\pmod {p}}}
и более общее:
{\displaystyle B_{n+p^{m}}\equiv mB_{n}+B_{n+1}{\pmod {p}}}.
Экспоненциальная производящая функция чисел Белла имеет вид:
{\displaystyle \sum _{n=0}^{\infty }{\frac {B_{n}}{n!}}x^{n}=e^{e^{x}-1}}.